# Participação eleitoral

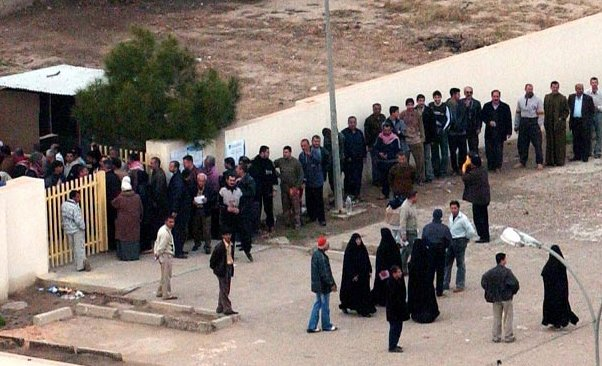
Eleitores fazendo fila do lado de fora de uma seção eleitoral em Bagdá durante as eleições iraquianas de 2005. A participação eleitoral foi considerada alta, apesar das preocupações generalizadas com a violência.

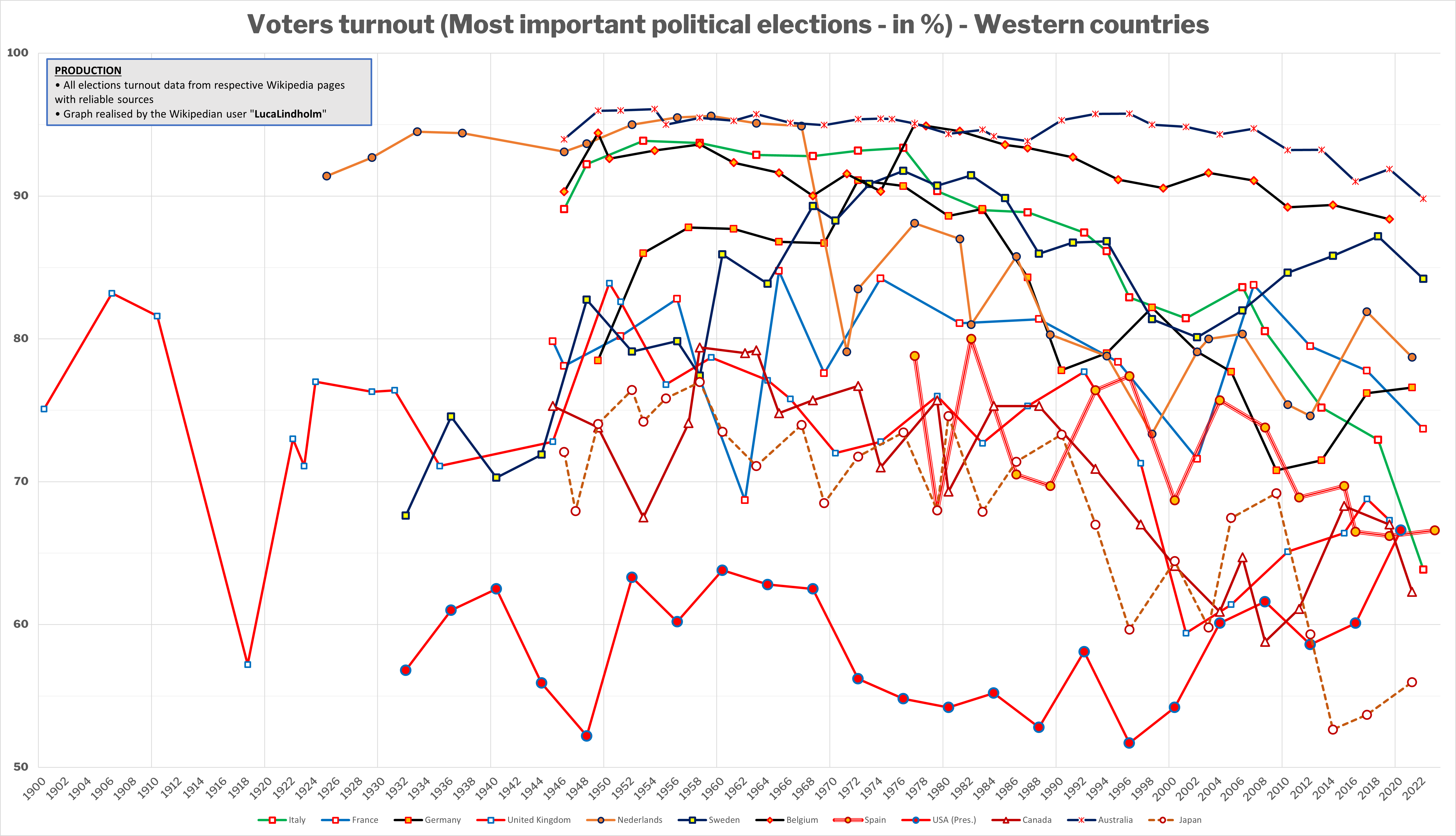
Participação eleitoral nas eleições dos países ocidentais (em %, começando em 1900/1945)

Na ciência política, a participação eleitoral é a taxa de comparecimento (geralmente definida como aqueles que votam) em uma determinada eleição. Normalmente, é a porcentagem de eleitores registrados, eleitores qualificados ou todas as pessoas em idade de votar. De acordo com os cientistas políticos da Universidade Stanford, Adam Bonica e Michael McFaul, existe um consenso entre os cientistas políticos de que "as democracias têm melhor desempenho quando mais pessoas votam".
Os fatores institucionais determinam a grande maioria das diferenças nas taxas de participação. Por exemplo, as democracias parlamentares mais simples, onde os eleitores têm direito a votos mais curtos, a menos eleições e a um sistema multipartidário que facilita a responsabilização, registam uma participação muito mais elevada do que os sistemas dos Estados Unidos, do Japão e da Suíça.

## Significado
Algumas partes da sociedade são mais propensas a votar do que outras. À medida que a participação se aproxima dos 90%, as diferenças significativas entre eleitores e não eleitores diminuem, mas em eleições com menor participação as diferenças podem ser drásticas.
Mais importante do que as mudanças nos resultados eleitorais específicos, a participação eleitoral tem implicações sísmicas a longo prazo na capacidade de funcionamento das democracias. Por exemplo, a captura regulamentar tende a afetar mais as democracias com baixa participação eleitoral.

## Fatores institucionais

### Facilidade de votação
Outros métodos para facilitar a votação e aumentar a participação eleitoral incluem o voto por correspondência, a votação por correspondência e o acesso melhorado às urnas, como o aumento do número de possíveis locais de votação, a redução do tempo médio de espera dos eleitores na fila ou a exigência de que as empresas deem algum tempo de folga aos trabalhadores no dia da votação. Um estudo de 2017 concluiu que a participação dos eleitores mais velhos aumenta quanto mais cedo os locais de votação abrem, enquanto a participação dos eleitores mais jovens melhora quanto mais tempo os locais de votação permanecem abertos. 

### Fadiga do eleitor
Se houver muitas eleições em sucessão próxima, a participação eleitoral tende a diminuir à medida que o público se cansa de participar. Na Suíça, onde a participação é baixa, o eleitor médio é convidado a ir às urnas uma média de sete vezes por ano; os Estados Unidos têm eleições frequentes, com duas votações por ano em média (por exemplo, governo local e primárias). A eliminação das eleições fora do ciclo aumenta a participação eleitoral e, ao mesmo tempo, é popular entre os eleitores. Outra forma de fadiga eleitoral ocorre quando os eleitores são convidados a opinar sobre dezenas de questões, como acontece em algumas partes dos Estados Unidos.

### Registo de eleitores
Nos Estados Unidos e na maioria dos países latino-americanos, os eleitores devem passar por procedimentos separados de registro de eleitores antes de poderem votar. Este processo de duas etapas diminui claramente a participação eleitoral. Os estados dos EUA sem requisitos de registo, ou com requisitos mais fáceis, têm uma maior participação eleitoral.

### Voto obrigatório
Um fator importante que afeta a participação eleitoral é se o voto é obrigatório, uma vez que os países que aplicam o voto obrigatório tendem a ter taxas de participação eleitoral muito mais elevadas. Por exemplo, na Austrália, o registo eleitoral e a presença numa mesa de voto são obrigatórios desde a década de 1920, tendo as eleições federais de 2016 registado uma taxa de participação de 91% para a Câmara dos Representantes e de 91,9% para o Senado. Em Singapura, a participação nas eleições gerais de 2020 foi de 95,81%, a mais alta desde 1997, onde foi de 95,91%. Este valor representa um aumento em relação ao mínimo histórico de 93,06% registado nas eleições gerais de 2011.
As sanções por não votar nem sempre são rigorosamente aplicadas e as sanções para os não eleitores são frequentemente brandas. Por exemplo, embora o voto seja nominalmente obrigatório na Grécia para adultos até aos 70 anos de idade, ninguém foi alguma vez processado por não ter votado, com taxas de participação eleitoral a atingirem apenas 57% nas eleições legislativas gregas de Setembro de 2015. Na Austrália, as pessoas que não votam estão sujeitas a uma pequena multa, que pode ser facilmente dispensada se for apresentada uma das muitas desculpas aceitáveis para não votar. Na Bolívia, no entanto, se um eleitor não participar de uma eleição, poderá ser-lhe negado o levantamento do seu salário do banco durante três meses.

### Relevância
Mark N. Franklin argumenta que a relevância, o efeito percebido que um voto individual terá sobre como o país é governado, tem um efeito significativo na participação eleitoral. Ele apresenta a Suíça como um exemplo de nação com baixa relevância. A administração do país é altamente descentralizada, de modo que o governo federal tem poderes limitados. Decisões importantes também são colocadas diante da população em um referendo. Os votos individuais para a legislatura federal têm, portanto, menos probabilidades de ter um efeito significativo na complexa rede de sistemas, o que provavelmente explica algumas das baixas participações médias nessa democracia mais complicada. Em contraste, Malta, com uma das maiores participações eleitorais do mundo, tem uma única legislatura que detém a maior parte do poder político. Malta tem um sistema bipartidário em que uma pequena oscilação nos votos pode alterar significativamente o executivo. As percepções dos eleitores sobre a justiça também têm um efeito importante na relevância, onde os receios de fraude e corrupção podem suprimir a participação eleitoral. Os eleitores minoritários demonstram mobilizar-se quando as questões relativas à sua identidade de grupo se tornam politicamente salientes.

#### Proporcionalidade
Como a maioria dos votos conta nos sistemas de representação proporcional, há menos “votos desperdiçados”, pelo que os eleitores, conscientes de que o seu voto pode fazer a diferença, têm mais probabilidades de fazer um esforço para votar e menos probabilidades de votar taticamente. Em comparação com países com sistemas eleitorais pluralistas, a participação eleitoral melhora e a população está mais envolvida no processo político em cerca de 70% dos casos. As exceções à regra podem incluir casos em que um sistema de pluralidade tem um número invulgarmente elevado de distritos competitivos, por exemplo, antes de transitar para um sistema proporcional.